# Szesnaście życzeń
Szesnaście życzeń (ang. 16 Wishes) – film z udziałem Debby Ryan, który w Stanach Zjednoczonych miał swoją premierę 25 czerwca 2010 na Disney Channel i 16 lipca 2010 na Family Channel. W Polsce zaś miał swoją premierę 24 grudnia 2010. Przyciągnął ponad 5 600 000 widzów podczas premiery.
Jest to drugi film Disney Channel wydany w 2010, który nie był promowany jako „Original Movie”.

## Fabuła
W urodziny Abby Jensen w jej domu zostaje odkryty ul. Osy szybko rozprzestrzeniają się po domu. Dziewczyna jest zrozpaczona. Nie urządzi długo planowanych urodzin. Dezynfektorka uratowała listę życzeń Abby. W drodze do szkoły Abigail dostaje paczkę ze świeczkami, które spełniają jej życzenia. Nieoczekiwanie życzenia się spełniają i dziewczyna dostaje to czego zapragnie z urodzinowej listy: samochód, ciuchy, popularność. Jednak gdy sprzedawczyni każe jej wyjść ze sklepu, Abby wypowiada życzenie, aby ludzie traktowali ją jak dorosłą. Życie Abby zmienia się. Wszyscy uważają ją za dorosłą kobietę. Dziewczyna musi sobie z tym poradzić.

## Obsada
- Abigail „Abby” Louise Jensen – Debby Ryan
- Jay Kepler – Jean-Luc Bilodeau
- Mike Jensen – Cainan Wiebe
- Krista Cook – Karissa Tynes
- Celeste – Anna Mae Routledge
- Logan Buchanan – Keenan Tracy
- Joey Lockhart – Joel Semande
- Bob Jensen – Patrick Gilmore
- Sue Jensen – Sue Jensen
- Ted Hope – Jesse Reid
- Miss Duffy – Brenda Crichlow
- Snooty Sales Woman – Patricia Isaac
- Principal Smith – Gary Jones

## Wersja polska
Wersja polska: SDI Media Polska

Reżyseria: Łukasz Lewandowski

Dialogi: Dominik Kaczmarski

Lektor: Artur Kaczmarski

Udział wzięli:
- Zofia Jaworowska – Abby Jensen
- Kajetan Lewandowski – Mike Jensen
- Kamil Kula – Jay
- Grzegorz Kwiecień – Logan
- Olga Omeljaniec – Krista
- Monika Węgiel – Miss Duffy
- Agnieszka Fajlhauer – Celeste
- Paweł Ciołkosz
- Anna Gajewska
- Łukasz Lewandowski
- Anna Wodzyńska
- Julia Kołakowska
- Robert Kuraś
- Michał Podsiadło
- Joanna Borer
- Krzysztof Szczerbiński
- Bartosz Martyna

i inni